# Alice (日本のシンガーソングライター)
Alice（アリス、1990年3月2日 - ）は、日本の女性シンガーソングライター。日本マクドナルドとソニーミュージックが共同で行った日本最大規模のオーディション「Voice of McDonald's」で、グランプリを受賞。2010年7月にシングル「イチバンボシ」でデビューを果たした。
2017年7月21日リリース開始のNintendo Switch専用ソフト『スプラトゥーン2』のイイダ役の声優でもある。

## 経歴
グアム出身のアメリカ人の父と福島県出身の日本人の母の間に生まれた。小学2年生の時に歌手を志し、ビヨンセやマライア・キャリーの歌真似をしていた。中学2年生から作詞作曲を始めた。歌手を目指して18歳で上京。日本マクドナルドでアルバイトを始める。都内の2店舗で2年間勤務しながら、楽曲制作や歌のレッスンを重ねた。2010年に日本マクドナルドとソニー・ミュージックが共同で行ったマクドナルド店員を対象としたオーディション「第2回Voice of McDonald's」に応募。14,168人の参加者の中からグランプリに選ばれた。赤坂BLITZで行われた決勝大会ではオリジナル曲「18ager」を披露した。

### 2010年 - 現在：『JUST ONE』
2010年7月14日にソニーミュージックからシングル「イチバンボシ」でデビュー。マクドナルド国内3600店でBGMとして起用され、750万枚にも及ぶトレー紙マットで紹介された。また、MUSIC ON! TVの7月期「M-ON! Recommend」に選ばれた。
10月6日に2枚目のシングル「I wanna...」を発表。mc2のCO-KEYを客演として迎えたこの曲は、テレビ東京の音楽番組『流派-R』の10月度オープニングテーマとして起用された他、『ハッピーMusic』のPOWER PLAYに選ばれた。
2011年4月6日に、配信限定シングル「リズム」を発売。当初は3月23日に着うたフル配信、3月30日にCDの発売を予定していたが、東北地方太平洋沖地震の影響で配信は延期され、CDは発売中止になった。同年6月8日に発売した3枚目のシングル「moving on」は、フジテレビのテレビドラマ『名前をなくした女神』（フジテレビ）のオープニングテーマとして起用された。シングルの宣伝の為に、同年6月6日放送のTBSの音楽番組『カミスン!』の新人枠で出演した。彼女にとって初めての生放送番組出演となったが、パフォーマンス終了後、司会の中居正広から「次の時代を見ているようだ」と賛辞を送られた。
7月27日、デビューシングルを含む3枚のシングル曲と配信限定曲「リズム」に加えて新曲を収録した初のスタジオ・アルバム『JUST ONE』を発売。

## YouTubeでの活動
YouTubeチャンネル開設当初からミュージックビデオなどの動画投稿を行っていたが、2022年8月11日に公開の「【Splatoon3】スプラトゥーン3Direct 2022.8.10 Reaction!!リアクション!#splatoon3 #reaction #スプラトゥーン3#スプラ3#marinaVA」と題した動画がSplatoon2で登場するユニット、テンタクルズのイイダ役を務めていたこともあり、注目が集まる。（2023年1月7日現在25万4926回再生でチャンネル一番人気の動画になっている。）この動画以降、Splatoonシリーズのライブ配信を行っている。詳しい内容としては、Splatoon3で開催のフェス、ビックラン、ヒーローモード等の実況、Splatoon2のヒーローモードを敵を倒さずにクリアする縛りプレイを秩序モードと題して実況をするなど様々な内容を行っている。また、他のYouTuberとのコラボ配信をする場合もある。

## ディスコグラフィー

### シングル
| #                                                     | 発売日        | 作品名                            | 最高順位 | 最高順位 | 最高順位 | 認定 | アルバム |
| #                                                     | 発売日        | 作品名                            | オリコン | Hot 100  | RIAJ DL  | 認定 | アルバム |
| ----------------------------------------------------- | ------------- | --------------------------------- | -------- | -------- | -------- | ---- | -------- |
| 1st                                                   | 2010年7月14日 | イチバンボシ                      | 107      | －       | －       |      | JUST ONE |
| 2nd                                                   | 2010年10月6日 | I wanna... feat.CO-KEY (from mc2) | 22       | －       | －       |      | JUST ONE |
| 3rd                                                   | 2011年6月8日  | moving on                         | 63       | 36       | 12       |      | JUST ONE |
| 4th                                                   | 2012年4月11日 | X LOVERS feat.SHUN                | -        | -        | -        |      |          |
| 5th                                                   | 2013年3月20日 | X LOVERSII feat.SHUN              | -        | -        | -        |      |          |
| 6th                                                   | 2015年3月18日 | CHOICE                            | -        | -        | -        |      |          |
| "—"はチャート圏外、チャート対象外の何れかを意味する。 |               |                                   |          |          |          |      |          |

#### 配信限定
| 発売日                                                | 作品名               | 最高順位 | 最高順位 | 認定 | 収録     |
| 発売日                                                | 作品名               | Hot 100  | RIAJ DL  | 認定 | 収録     |
| ----------------------------------------------------- | -------------------- | -------- | -------- | ---- | -------- |
| 2011年4月6日                                          | リズム               | －       | －       |      | JUST ONE |
| 2015年8月5日                                          | Be Just and Fear Not | －       | －       |      |          |
| 2015年8月19日                                         | Okey-Dokey           | －       | －       |      |          |
| 2016年3月2日                                          | Rainbow              | －       | －       |      |          |
| "—"はチャート圏外、チャート対象外の何れかを意味する。 |                      |          |          |      |          |

#### その他
- 童子-T「RAP X COVER」（2012年12月5日）
  - 3.あなたのキスを数えましょう ～You were mine～ feat Alice
- 童子-T「T's MUSIC」（2014年3月19日）
  - 7.Tonight feat.Alice

### アルバム
| 年  | 情報                                                                                       | 最高順位 | 最高順位   | 認定 |
| 年  | 情報                                                                                       | オリコン | ビルボード | 認定 |
| --- | ------------------------------------------------------------------------------------------ | -------- | ---------- | ---- |
| 1st | JUST ONE - 発売日:2011年7月27日 - レーベル: エムエスイー - 規格:CD、デジタル・ダウンロード | 100      | －         |      |

### ミュージック・ビデオ
| 年     | ビデオ                            | 監督 |
| ------ | --------------------------------- | ---- |
| 2010年 | イチバンボシ                      | 不明 |
| 2010年 | I wanna... feat.CO-KEY (from mc2) |      |
| 2011年 | リズム                            |      |
| 2011年 | moving on                         | 不明 |
| 2015年 | CHOICE                            |      |

## 主なメディア出演

### ラジオ番組
- Alice in WondeRadio（CROSS FM、2011年）

### ゲーム
- スプラトゥーン2（任天堂、2017年）イイダの声、歌を担当した。
  - 2022年、続編の『スプラトゥーン3』でもイイダの声と歌を担当した。